# Katsuō-ji
Katsuō-ji (勝尾寺 Katsuō-ji?) es un templo budista en la ciudad de Minō, al norte de Osaka (Japón). Se trata de la 23.º parada en la Peregrinación de Saigoku Kannon.

## Denominación
Se dice que Seiwa Tennō recuperó su salud como resultado de las fervientes oraciones ofrecidas por el sacerdote Gyojun. A partir de ese momento, los caracteres del templo pasaron a significar «templo del rey victorioso». Sin embargo, ya que podría ser malinterpretado como el «templo que venció al rey», se cambió la palabra «rey» por «cola», que presenta la misma pronunciación.

## Historia
A finales del periodo Nara, dos monjes gemelos, Zenchu y Zensan, construyeron una choza en la montaña donde comenzaron a realizar sus prácticas religiosas. El año, 727, es considerado la fecha de fundación del templo. En el 775, 600 pergaminos del Gran Hannya Sutra fueron enterrados allí y el templo (originalmente llamado Miroku-ji) se erigió sobre ellos.
En el año 780, una sacerdotisa budista llamada Myokan, considerada una encarnación de Kannon —la diosa de la misericordia—, agrupó a dieciocho niños, y desde el 18 de julio al 18 de agosto talló junto con ellos una estatua de 2.8 m de altura de once caras y mil manos como representación de Kannon. Esta se convirtió en la principal divinidad del templo, así como el origen de la tradición japonesa de consagrar el día 18 de cada mes a Kannon.
Años después de la fundación del templo, varias partes resultaron quemadas o destruidas a causa de diversas guerras. Por ello, en 1188, Minamoto Yoritomo ordenó su rehabilitación. EL chinjudō, jogyodō y otras salas y pagodas fueron eventualmente construidas.

## Darumas
En el templo es tradición comprar muñecos daruma para conseguir buena suerte para exámenes, negocios o relaciones. Normalmente, si el deseo se ha cumplido, el daruma es devuelto al templo. Por ello, el lugar presenta una gran cantidad de estos muñecos repartidos por los exteriores de los edificios.

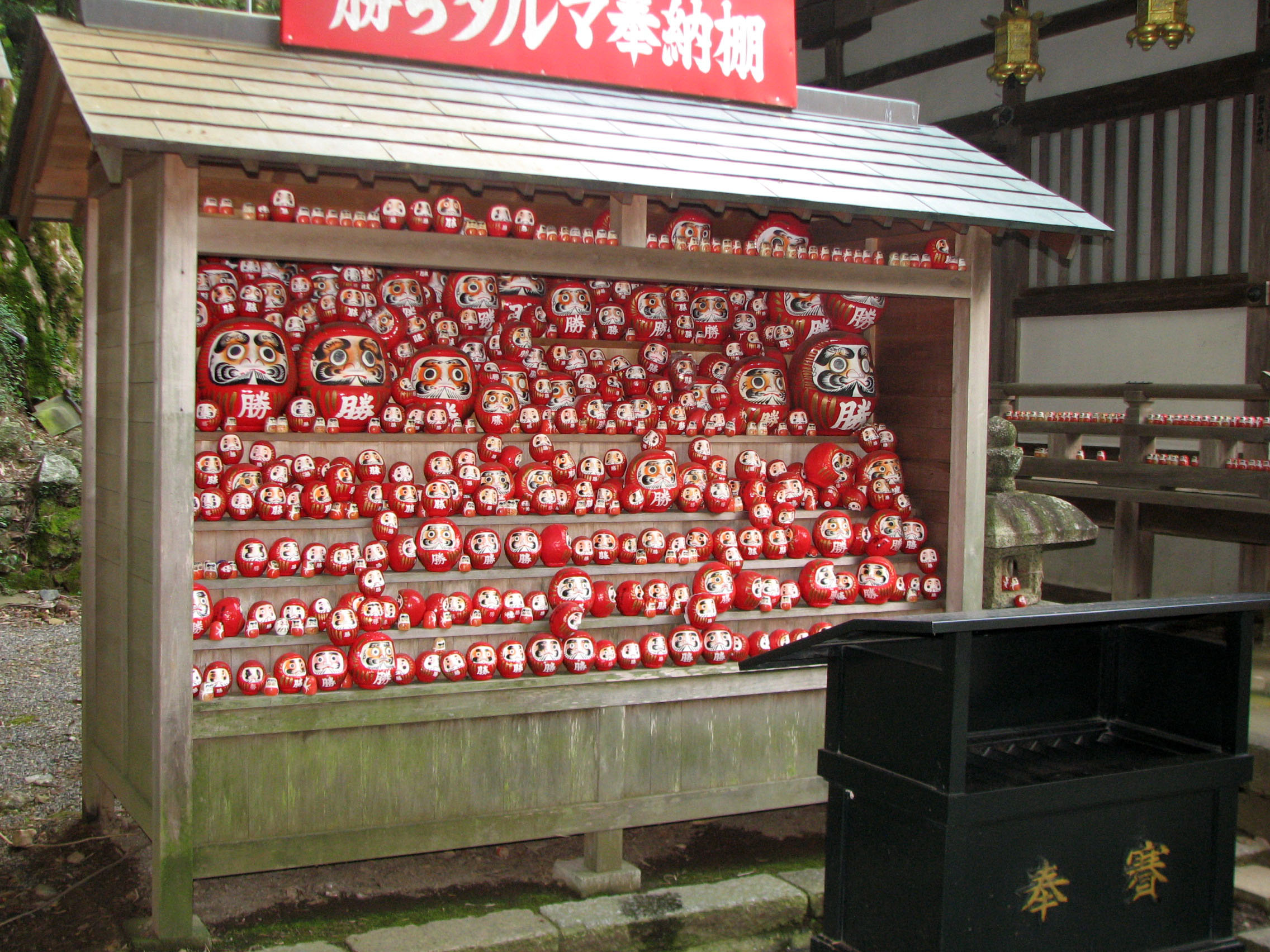
Un puesto de darumas

## Edificios
- Tahō-tō, la torre del templo.

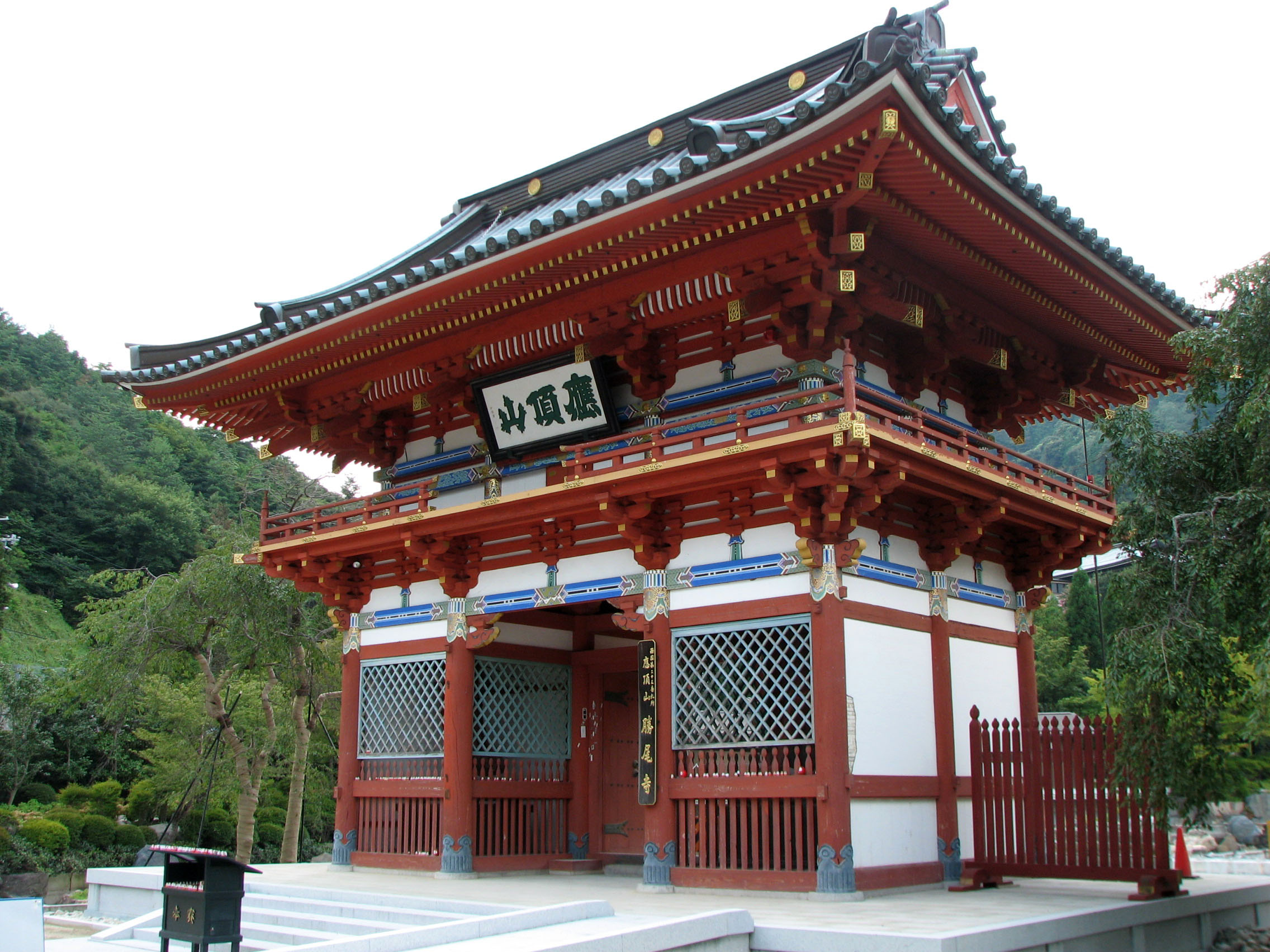
La puerta principal

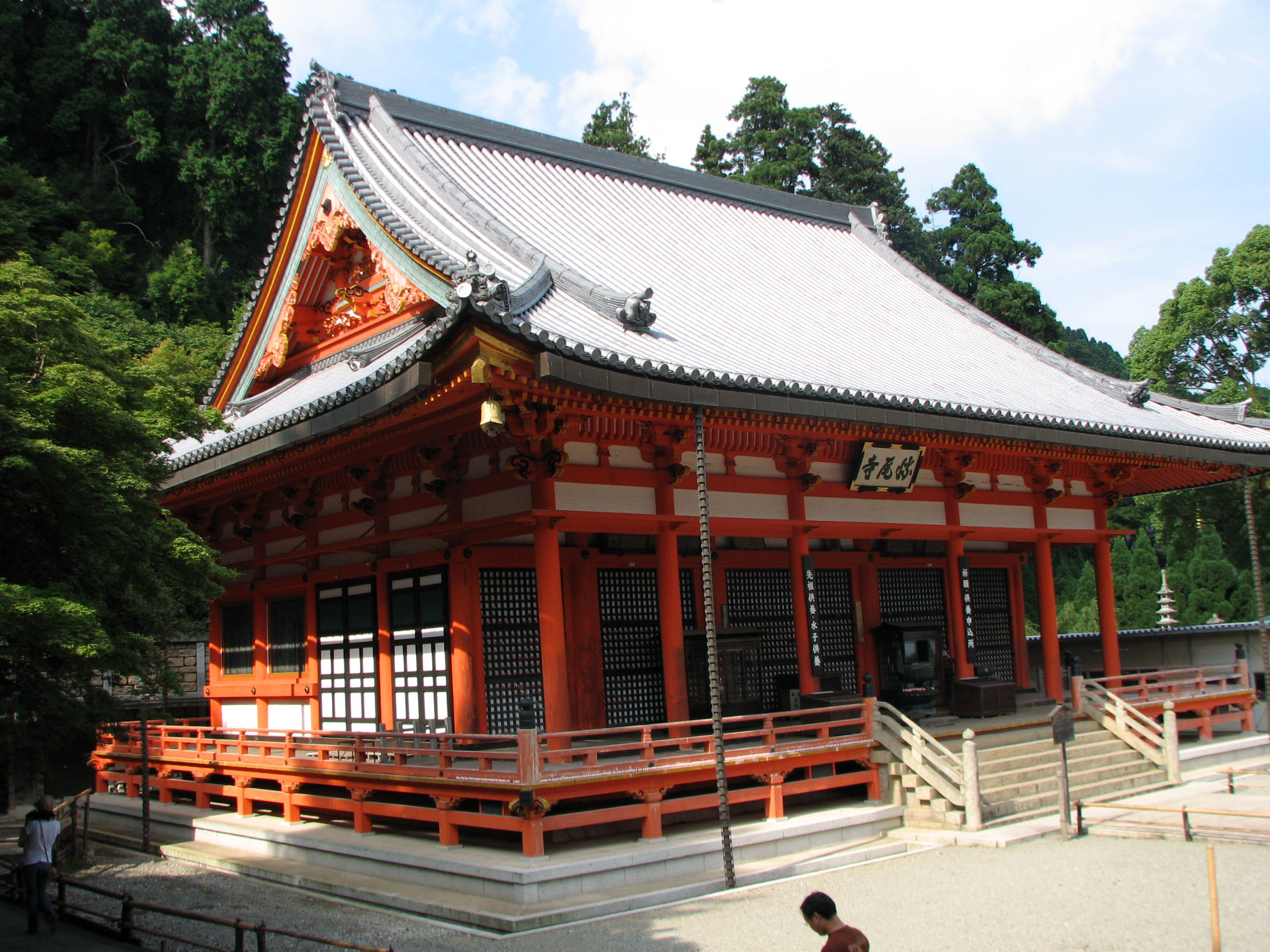
El salón principal

- Hondō, el salón principal, construido en 1603.
- Nikai-dō
- Sanmon, la puerta principal, por contribución de Toyotomi Hideyori.